# 懐遠県
懐遠県（かいえん-けん）は、中華人民共和国安徽省蚌埠市に位置する県。

## 行政区画
- 街道:白乳泉街道、引鳳街道、望淮街道
- 鎮:榴城鎮、包集鎮、竜亢鎮、河溜鎮、常墳鎮、双橋集鎮、魏荘鎮、万福鎮、唐集鎮、白蓮坡鎮、褚集鎮、古城鎮、荊山鎮、陳集鎮、淝南鎮、淝河鎮、蘭橋鎮
- 郷:徐圩郷